# Túbulo T
Los túbulos T o túbulos transversales son invaginaciones de la membrana celular que penetran en el centro de las células del músculo esquelético y cardíaco. Con membranas que contienen grandes concentraciones de canales iónicos, transportadores y bombas, los túbulos T permiten la transmisión rápida del potencial de acción a la célula y también juegan un papel importante en la regulación de la concentración de calcio celular. A través de estos mecanismos, los túbulos T permiten que las células del músculo cardíaco se contraigan con más fuerza al sincronizar la liberación de calcio en toda la célula. La estructura del túbulo T puede verse afectada por una enfermedad, lo que puede contribuir a la insuficiencia cardíaca y las arritmias. Aunque estas estructuras se vieron por primera vez en 1897, la investigación sobre la biología del túbulo T está en curso.

## Estructura
Los túbulos T son túbulos formados a partir de la misma bicapa de fosfolípidos que la membrana superficial o el sarcolema de las células del músculo esquelético o cardíaco. Se conectan directamente con el sarcolema en un extremo antes de viajar profundamente dentro de la célula, formando una red de túbulos con secciones que corren perpendiculares (transversales) y paralelas (axialmente) al sarcolema. Debido a esta compleja orientación, algunos se refieren a los túbulos T como el sistema tubular transversal axial. El interior o la luz del túbulo T está abierto en la superficie celular, lo que significa que el túbulo T está lleno de líquido que contiene los mismos componentes que la solución que rodea la célula (el líquido extracelular). En lugar de ser solo un tubo de conexión pasivo, la membrana que forma los túbulos T es muy activa y está repleta de proteínas que incluyen canales de calcio tipo L, intercambiadores de sodio-calcio, ATPasas de calcio y Receptores adrenérgicos.
Los túbulos T se encuentran en las células del músculo cardíaco auricular y ventricular (cardiomiocitos), en las que se desarrollan en las primeras semanas de vida. Se encuentran en las células del músculo ventricular en la mayoría de las especies y en las células del músculo auricular de los grandes mamíferos. En las células del músculo cardíaco, los túbulos T tienen entre 20 y 450 nanómetros de diámetro y generalmente se ubican en regiones llamadas discos Z donde los filamentos de actina se anclan dentro de la célula. Los túbulos T dentro del corazón están estrechamente asociados con el depósito de calcio intracelular conocido como retículo sarcoplásmico, en regiones específicas denominadas cisternas terminales. La asociación del túbulo T con una cisterna terminal se conoce como diada.
En las células del músculo esquelético, los túbulos T tienen entre 20 y 40 nm de diámetro y se encuentran típicamente a ambos lados de la tira de miosina, en la unión de superposición entre las bandas A e I. Los túbulos T en el músculo esquelético están asociados con dos cisternas terminales, conocidas como tríadas.

### Reguladores
La forma del sistema de túbulos T es producida y mantenida por una variedad de proteínas. La proteína anfifisina-2 está codificada por el gen BIN1 y es responsable de formar la estructura del túbulo T y asegurar que las proteínas apropiadas (en particular los canales de calcio de tipo L) se encuentren dentro de la membrana del túbulo T. La junctofilina-2 está codificada por el gen JPH2 y ayuda a formar una unión entre la membrana del túbulo T y el retículo sarcoplásmico, vital para el acoplamiento de excitación-contracción. La proteína de protección de titina o teletonina está codificada por el gen TCAP y ayuda con el desarrollo de los túbulos T y es potencialmente responsable del creciente número de túbulos T que se observan a medida que crecen los músculos.

## Función

### Acoplamiento excitación-contracción
Los túbulos T son un eslabón importante en la cadena desde la excitación eléctrica de una célula hasta su posterior contracción (acoplamiento excitación-contracción). Cuando se necesita la contracción de un músculo, la estimulación de un nervio o de una célula muscular adyacente provoca un flujo característico de partículas cargadas a través de la membrana celular conocido como potencial de acción. En reposo, hay menos partículas cargadas positivamente en el lado interno de la membrana en comparación con el lado externo, y la membrana se describe como polarizada. Durante un potencial de acción, las partículas cargadas positivamente (predominantemente iones de sodio y calcio) fluyen a través de la membrana desde el exterior hacia el interior. Esto invierte el desequilibrio normal de las partículas cargadas y se denomina despolarización. Una región de la membrana despolariza las regiones adyacentes y la onda de despolarización resultante se extiende a lo largo de la membrana celular. La polarización de la membrana se restaura a medida que los iones de potasio fluyen a través de la membrana desde el interior hacia el exterior de la célula.
En las células del músculo cardíaco, a medida que el potencial de acción pasa por los túbulos T, activa los canales de calcio de tipo L en la membrana del túbulo T. La activación del canal de calcio de tipo L permite que el calcio pase al interior de la célula. Los túbulos T contienen una mayor concentración de canales de calcio tipo L que el resto del sarcolema y, por lo tanto, la mayor parte del calcio que ingresa a la célula se produce a través de los túbulos T.  Este calcio se une y activa un receptor, conocido como receptor de rianodina, ubicado en la propia reserva interna de calcio de la célula, el retículo sarcoplásmico. La activación del receptor de rianodina hace que se libere calcio del retículo sarcoplásmico, lo que hace que la célula muscular se contraiga. Sin embargo, en las células del músculo esquelético, el canal de calcio de tipo L está unido directamente al receptor de rianodina en el retículo sarcoplásmico, lo que permite la activación del receptor de rianodina directamente sin necesidad de un influjo de calcio.
La importancia de los túbulos T no se debe únicamente a su concentración de canales de calcio de tipo L, sino también a su capacidad para sincronizar la liberación de calcio dentro de la célula. La rápida propagación del potencial de acción a lo largo de la red de túbulos T activa todos los canales de calcio de tipo L casi simultáneamente. Como los túbulos T acercan mucho el sarcolema al retículo sarcoplásmico en todas las regiones de la célula, el calcio puede liberarse del retículo sarcoplásmico a través de toda la célula al mismo tiempo. Esta sincronización de la liberación de calcio permite que las células musculares se contraigan con más fuerza. En células que carecen de túbulos T, como las células del músculo liso, cardiomiocitos enfermos, o células musculares en las que se han extraído artificialmente los túbulos T, el calcio que entra por el sarcolema tiene que difundirse gradualmente por toda la célula, activando los receptores de rianodina mucho más lentamente como una onda de calcio que conduce a una contracción menos fuerte.
Como los túbulos T son la ubicación principal para el acoplamiento de excitación-contracción, los canales iónicos y las proteínas involucradas en este proceso se concentran aquí; hay 3 veces más canales de calcio tipo L ubicados dentro de la membrana del túbulo T en comparación con el resto del sarcolema. Además, los adrenoceptores beta también están muy concentrados en la membrana del túbulo T,  y su estimulación aumenta la liberación de calcio del retículo sarcoplásmico.

### Control de calcio
Como el espacio dentro del lumen del túbulo T es continuo con el espacio que rodea la célula (el espacio extracelular), las concentraciones de iones entre los dos son muy similares. Sin embargo, debido a la importancia de los iones dentro de los túbulos T (particularmente calcio en el músculo cardíaco), es muy importante que estas concentraciones permanezcan relativamente constantes. Como los túbulos en T son muy delgados, esencialmente atrapan los iones. Esto es importante ya que, independientemente de las concentraciones de iones en otras partes de la célula, los túbulos T todavía tienen suficientes iones de calcio para permitir la contracción muscular. Por lo tanto, incluso si la concentración de calcio fuera de la célula cae (hipocalcemia), la concentración de calcio dentro del túbulo T permanece relativamente constante, lo que permite que continúe la contracción cardíaca.
Además de que los túbulos en T son un sitio para la entrada de calcio en la célula, también son un sitio para la eliminación del calcio. Esto es importante ya que significa que los niveles de calcio dentro de la célula pueden controlarse estrictamente en un área pequeña (es decir, entre el túbulo T y el retículo sarcoplásmico, conocido como control local). Las proteínas como el intercambiador de sodio-calcio y la ATPasa sarcolémica se encuentran principalmente en la membrana del túbulo T.  El intercambiador de sodio-calcio elimina pasivamente un ion calcio de la célula a cambio de tres iones sodio. Como proceso pasivo, por lo tanto, puede permitir que el calcio fluya hacia adentro o hacia afuera de la celda dependiendo de la combinación de las concentraciones relativas de estos iones y el voltaje a través de la membrana celular (el gradiente electroquímico). La ATPasa de calcio elimina el calcio de la célula de forma activa, utilizando energía derivada del trifosfato de adenosina (ATP).

### Detubulación
Para estudiar la función del túbulo T, los túbulos T se pueden desacoplar artificialmente de la membrana de la superficie mediante una técnica conocida como detubulación. Se pueden agregar sustancias químicas como glicerol  o formamida (para el músculo esquelético y cardíaco respectivamente) a la solución extracelular que rodea las células. Estos agentes aumentan la osmolaridad de la solución extracelular, lo que hace que las células se contraigan. Cuando se retiran estos agentes, las células se expanden rápidamente y vuelven a su tamaño normal. Esta contracción y re-expansión de la célula hace que los túbulos T se desprendan de la membrana de la superficie. Alternativamente, se puede disminuir la osmolaridad de la solución extracelular, usando, por ejemplo, solución salina hipotónica, provocando una hinchazón celular transitoria. Devolver la solución extracelular a una osmolaridad normal permite que las células vuelvan a su tamaño anterior, lo que nuevamente conduce a la detubulación.

## Historia
La idea de una estructura celular que más tarde se conoció como un túbulo T se propuso por primera vez en 1881. El breve lapso de tiempo entre la estimulación de una célula muscular estriada y su posterior contracción fue demasiado corto para haber sido causado por un químico de señalización que viajaba a la distancia entre el sarcolema y el retículo sarcoplásmico. Por lo tanto, se sugirió que las bolsas de membrana que penetran en la célula podrían explicar el inicio muy rápido de la contracción que se había observado. Pasó hasta 1897 antes de que se vieran los primeros túbulos T, usando microscopía óptica para estudiar el músculo cardíaco inyectado con tinta china. Con tecnología de imagen avanzada y con la llegada de la microscopía electrónica de transmisión, la estructura de los túbulos T se hizo más evidente, lo que llevó a la descripción del componente longitudinal de la red de túbulos T en 1971. En las décadas de 1990 y 2000, la microscopía confocal permitió la reconstrucción tridimensional de la red de túbulos T y la cuantificación del tamaño y distribución del túbulo T,  y las importantes relaciones entre los túbulos T y la liberación de calcio comenzaron a desentrañarse con el descubrimiento de las chispas de calcio. Si bien el trabajo inicial se centró en el músculo cardíaco ventricular y el músculo esquelético, en 2009 se observó una extensa red de túbulos T en las células del músculo cardíaco auricular. La investigación en curso se centra en la regulación de la estructura del túbulo T y cómo los túbulos T se ven afectados y contribuyen a las enfermedades cardiovasculares.

## Importancia clínica
La estructura de los túbulos T puede verse alterada por una enfermedad, que en el corazón puede contribuir a la debilidad del músculo cardíaco o ritmos cardíacos anormales. Las alteraciones observadas en la enfermedad varían desde una pérdida completa de los túbulos T hasta cambios más sutiles en su orientación o patrones de ramificación. Los túbulos T pueden perderse o romperse después de un infarto de miocardio, y también se rompen en los ventrículos de pacientes con insuficiencia cardíaca, lo que contribuye a reducir la fuerza de contracción y potencialmente disminuye las posibilidades de recuperación. La insuficiencia cardíaca también puede causar la pérdida casi completa de los túbulos T de los cardiomiocitos auriculares, lo que reduce la contractilidad auricular y contribuye potencialmente a la fibrilación auricular.
Los cambios estructurales en los túbulos T pueden hacer que los canales de calcio de tipo L se alejen de los receptores de rianodina. Esto puede aumentar el tiempo necesario para que los niveles de calcio dentro de la célula aumenten y provoquen contracciones más débiles y arritmias. Sin embargo, la estructura desordenada del túbulo T puede no ser permanente, ya que algunos sugieren que la remodelación del túbulo T podría revertirse mediante el uso de entrenamiento a intervalos.